# Penicillium moldavicum
Penicillium moldavicum är en svampart som beskrevs av Milko & Beliakova 1967. Penicillium moldavicum ingår i släktet Penicillium och familjen Trichocomaceae.   Inga underarter finns listade i Catalogue of Life.